# Esquièze-Sère
Esquièze-Sère es una población y comuna francesa, en la región de Mediodía-Pirineos, departamento de Altos Pirineos, en el distrito de Argelès-Gazost y cantón de Luz-Saint-Sauveur.

## Demografía
| 487 | 465 | 503 | 443 | 500 | 465 | 418 |
| Para los censos de 1962 a 1999 la población legal corresponde a la población sin duplicidades (Fuente: INSEE [Consultar]) |     |     |     |     |     |     |